# Leopoldamys
Leopoldamys — рід пацюків (Rattini), що ендемічний для Південно-Східної Азії.

## Морфологічна характеристика
Довжина голови й тулуба від 180 до 290 мм, довжина хвоста від 245 до 427 мм і вага до 532 грамів. Шерсть коротка і гладка, іноді усипана довгим колючим, але пухнастим волоссям. Вуха малі, коричневі, укриті рідкісними волосками. Лапи довгі й тонкі, кожна з шістьма чіткими підошовними подушечками. Хвіст значно довший від голови й тулуба; кожна луска супроводжується трьома волосками.

## Поширення й екологія
Leopoldamys живуть у Південно-Східній Азії, ареал простягається від північно-східної Індії через Малайський півострів до Яви та Борнео. Вони живуть у лісах і зустрічаються як на землі, так і на деревах. Їхня дієта складається з комах та інших дрібних тварин, а також різних частин рослин.

## Види
Рід містить 9 видів: Leopoldamys ciliatus, Leopoldamys diwangkarai, Leopoldamys edwardsi, Leopoldamys hainanensis, Leopoldamys herberti, Leopoldamys milleti, Leopoldamys neilli, Leopoldamys sabanus, Leopoldamys siporanus.